# إيتو أوغوري
إيتو أوغوري (باليابانية: 大暮維人 أوغوري إيتو) (بالإنجليزية: Oh!Great أوه!غريت) هو مانغاكا ياباني ولد في 22 فبراير 1972 في هيوغا، ميازاكي.

## أعماله

### سلسلات مانغا
- تينجو تينغي
- إير جير
- بايورغ ترينيتي (تأليف: أوتارو مايجو)
- باكيمونوغاتاري (تأليف: إيشين نيشيو)

### تصميم أزياء
- تيكن 5 (أزياء خاصة بنسخة الأجهزة المنزلية: أسوكا كازاما، يوشيميتسو)
- تيكن 6 (أزياء خاصة بنسخة الأجهزة المنزلية: ليلي)
- تيكن تاغ تورنمنت 2 (أزياء خاصة بنسخة الأجهزة المنزلية: آنا ويليامز)

### تصميم شخصيات
- سول كاليبر IV (آشلوت)
- إنفينيتي فورس
- ديجيمون ستوري سايبر سلوث (الإيتر)
- نايت هيد 2041